# ZOIDS2 ヘリック共和国VSガイロス帝国
『ZOIDS2 ヘリック共和国VSガイロス帝国』（ゾイドツー ヘリックきょうわこく ブイエス ガイロスていこく）は、2002年にトミーから発売されたプレイステーション用ウォー・シミュレーションゲームである。

## 概要
『ZOIDS 帝国VS共和国 メカ生体の遺伝子』の続編にあたる。中央大陸戦争を描いた前作とは異なり、ブレードライガーやジェノザウラーといったアニメで活躍した新型ゾイドが参戦し、新バトルストーリーに近い設定がなされている。
プレイヤーはヘリック共和国とガイロス帝国の2国のうちどちらかを選び、ゾイド部隊を指揮してもう一方の国と戦うこととなる。北エウロペ中部の攻防から、ニクシー基地陥落による帝国軍撤退までのシナリオが用意されている。
また、前作のセーブデータを引き継ぐことにより、前作の小隊長機を援軍として部隊に加えることができる。強力なゾイドほど登場が遅くなるが、デスザウラーなどの入手困難な機体を確実に入手する方法でもある。

### 登場ゾイド
前作に登場したゾイドに加え、ライガーゼロ、バーサークフューラー、ケーニッヒウルフ、ダークスパイナーなど、少々デザインは異なるが当時の最新ゾイドも含めた100種類以上が登場した。ただし、ヘルディガンナー、レブラプター、ガンスナイパー、ストームソーダー、エレファンダーといった一部の新シリーズのゾイドは登場していない。
前作に登場したゾイドは基本的に前作の映像をそのまま流用しているが、バトルストーリーの新シリーズ化に伴う設定変更を反映して、機体カラーやエフェクト、勝利時の咆哮を変更した機体がある（カノントータスの主砲が実弾から荷電粒子ビームに変わった、シールドライガーの咆哮の映像がブレードライガーなどとの調整のため大人しめなものになった、など）。しかし前作から排除された機体はない。
旧シリーズからは、前作では登場しなかったライジャーが、帝国シナリオで隠し機体となっている。当時キットは未復刻であり（後に月刊ゾイドグラフィックスにて復刻）、ゲームの中だけでの復活となった。
また、ゾイドサーガからトリニティライガー、ジェノハイドラがゲスト参戦している。

## システム
前作のシステムを基本としつつ、数々の改良が加えられている。
固定武装と追加パーツが分離され、全ゾイド最大で４つまでとなった。これにより、前作で発生した改造による弱体化が解消された。電子戦ゾイドは予めレーダーなどが装備され、設定通りの活躍ができる。
水中戦用ゾイドが地上での活動が可能なった。ただし性能は著しく低下する。これによりゾイドによって制限を受ける事がなくなった。
状態異常の耐性が高く、効果時間も大分短くなっている。以前の様なショートや凍結による一方的な攻撃は不可能になっている。
特殊コマンドも大幅に改修された。最たる例はブースターなど加速装置を持つゾイドはマップ上で移動力をあげる「加速」が使え、Eシールドを持つゾイドはエネルギーが減少する代わりに防御力を上げることができる。なお、本作のジェノブレイカーは、アニメのようにEシールドを使用できる。
前作にあった強化パーツだけでなく、本作では「換装パーツ」が追加され、一部のゾイドにライガーゼロなどを搭載する事で、戦闘中の換装が出来るようになった。また、キャンプでも換装できる。
攻撃中にボタン連打をすることにより、攻撃力を上げられる「ゾイド支援システム」も新たに搭載された。
多くのライガー系統には特別な武装が設けられており、普段は使えないが、専用のパーツを装備することで初めて使用可能となる。

## 登場人物
前作とは違いキャンプやフィールドで頻繁にキャラクター同士の会話シーンが存在する。ただし、人物名が表示されるだけで、音声や姿などは存在しない。

### 共和国軍
ウェイン=ライナス
帝国ルートで登場するライバル的存在。共和国ルートでは彼の視点で物語が進行する。帝国ルート最終戦でデススティンガーに自爆覚悟で特攻するも、無事に生還している。
階級は中尉→大尉。搭乗機はシールドライガー、シールドライガーDCS、ブレードライガー、ブレードライガーABS、ケーニッヒウルフ、ライガーゼロパンツァー。場合によっては一度だけライガーゼロのタイプ0にも搭乗する。
オーダイン=クラッツ
共和国主人公の上司で、階級は少佐。スリーパー技術に詳しく、自身も格闘術を身につけているという噂が流れている程スゴ腕のゾイド乗り。
物語序盤で、レイハルト率いる部隊と交戦。血路を開く為に先陣をきって闘うが、戦闘中に動力回路を損傷し戦線を離脱。その後行方不明となるが、中盤で森林地帯で主人公と再会する。搭乗ゾイドは赤いシールドライガーDCS。

ラガート=ノーティス
共和国主人公ルートに登場する参謀。以降第二部隊隊長機に搭乗する。帝国側に登場する時の乗機はゴルドス。
ニクシー基地攻防戦の共和国ルートでの彼のセリフを、帝国ルートでは名前の判らない共和国兵が言うシーンがあり、名前は載っていないが彼は部隊長機ではないディバイソンにも乗っている事になる。
ザイファー=ガラント
共和国軍中佐。ロブ基地の指揮官かそれに準ずる地位にあると思われるが、そのためかあまり出番がない。
共和国編の場合、物語後半でデススティンガーの攻撃を受け、乗機を撃破された後の消息は不明。
帝国編の場合は、同じ場面でもデススティンガーの攻撃を受けず、すぐにデススティンガーを撃退すれば撃破されないが、どちらにせよ以降は物語に登場しない。
搭乗ゾイドはディバイソン、ゴジュラスmk-II。
アイン
物語序盤に登場する傭兵で、乗機をスリーパーに囲まれて身動きが取れなくなっていた。彼の機体を撃破されずに救出すると、ロブ基地まで隊に同行し、後に援軍として駆けつけてくれる。最初はコマンドウルフAT装備型、援軍としてはケーニッヒウルフ、トリニティライガーに搭乗する。増援後は物語に登場しない。
アルティシア=フィールド
共和国軍少尉。アインが撃破された場合、代役として登場する女性パイロット。大統領の命を受け、ケーニッヒウルフ、トリニティライガーに乗って現れる。また、アインが撃破されなかった場合でも、ウルトラザウルスを届けに登場する。軍人らしからぬ性格をしており、上官の共和国主人公に対してもタメ口で話す。
増援後は物語に登場しない。
共和国指揮官
共和国軍の指揮官であり主人公の副官。階級、名前は不明。第２部隊の隊長機に乗る。
上記のラガート登場以降は現れず、役割もほぼ同様の事から彼と同一人物の可能性がある。

### 帝国軍
レイハルト=ギリアン
ウェインの対となる扱いで、共和国では主人公のライバル。帝国では彼の視点でストーリーが展開する。
ガーディッシュの後を継いで隊長になるが、共和国主人公（ウェイン）をガーデッシュの仇であると誤解しており、敵意を剥きだしにして何度も戦いを挑んでくる。
階級は中尉から大尉。搭乗機はセイバータイガー、セイバータイガーmk2、ジェノザウラー、ジェノブレイカー、バーサークフューラー。
共和国ルートでは最終戦で死亡したと思われたが、彼の生存を示唆する会話がある。
ガーディッシュ=クレイド
階級は大尉。帝国主人公およびレイハルトの上司として登場。自身も前線に立ち、自ら殿軍を務めるなど、男らしく正々堂々とした性格。話し方は若干古風。搭乗ゾイドはアイアンコングMk-II。
オリンポス山でデスザウラーの復活を目の当たりにし、単機で戦いを挑むも、荷電粒子砲の直撃を受け戦死したと思われていた。しかし、エンディングに彼らしき発言があり、レイハルトやギュデムらと共に暗黒大陸へ向かったことが示唆されている。
なお、彼の部隊はプロイツェンの野望阻止のために結成された部隊であった。
ギュデム=ランザーダック
ガーディッシュの旧友でありライバル。部隊が全滅し、自身もメリクリウス湖で動けなくなっている所を帝国主人公たちに助けられる。性格は気さくで、陽気。本人がいなければ上官や摂政の悪態を吐くことも。
後に登場した際は共に任務にあたるが、潜んでいたトリニティライガー（搭乗者不明）の攻撃を受けて死亡したと思われた。しかし、背中に傷を負っただけで奇跡的に生還し、中盤で主人公の危機に駆け付ける。
以降は行動を共にし第三部隊の隊長機に乗り込む。共和国ルートには登場しない。階級は大尉であったが、部隊を全滅させた責任を問われ、中尉に降格された。
乗機はレッドホーン、増援時はジェノハイドラ。
タリス=オファーランド
帝国ルートで登場するPK師団の女性パイロット、階級は少尉。当初は主人公達の監視役であったが、後に正式な部下となり補佐官的な立場となる。
ガーディッシュの仇討ちに燃え、危険なオーガノイドシステムに身を委ねていく主人公を心配している。
搭乗機はアイアンコングPKだが、正式な部下になった後は第二部隊の隊長機に乗る。高速ゾイドが好きな様だが、PK師団ではコングにしか乗った事がないと言う。
初登場の際に「変わった制服の女性」の名称で現れる為、PK師団の服装は通常の隊とは異なる事が解る。
兄がいたようだが戦死したものと思われる。共和国ルートでは一度だけ登場する（その際の機体は隊長機ではないコングMk-II）。
ジニアス=ミスフィード
貨物の護衛とニクシー基地の決死隊として登場する軍人。話し方はやはり古風。ニクシー基地攻防戦において部下を逃がすために共和国軍に単機特攻をかけ、その後の消息は不明である。
共和国ルートではライトニングサイクス、帝国ルートではジェノザウラーに乗って現れる。帝国では一度しか現れないが共和国では二度登場し、敵側ルートの方が多く登場する珍しい人物となっている。
ハイデル=ボーガン
階級は少佐。ガーディッシュ亡き後の帝国主人公の部隊の新司令だが、横暴な性格で手柄を横取りする事もある。PK師団のドルフらに取り入り、彼らとともに登場する事が多い。また、ドルフの追撃失敗後にも現れる。
ギュデムを孤立する様に仕向けた（と予想される）為、彼との中は険悪で、タリスにも嫌われている。乗機のダークスパイナーは彼専用に改造されており、化け物じみた再生能力と耐久力を誇る。しかし機体の無茶な改造が祟って自爆し、呆気ない最期を迎える事になる。
ドルフ=グラッファー
PK師団の隊長を務める男。タリスの直接の上司でもある模様。帝国主人公を裏切り者として追撃するがギュデムの登場などによって逃げ切られ、その後の出番は無い。搭乗ゾイドはやはりアイアンコングPK。ハイデルには「閣下」と呼ばれていた。
バーシアス=ソード
ライガーゼロやバーサークフューラーの開発を行っていた研究所の責任者、古風な話し方をする。階級は大尉。搭乗ゾイドはディメトロドン。
ある任務で帝国主人公およびレイハルトにバーサークフューラーを託す。帝国ルートのみの登場だが、場合によっては一度も登場しない。
帝国指揮官
帝国軍の指揮官であり主人公の副官。階級、名前は不明。
序盤からタリス入隊前までは第２部隊、タリス入隊後からギュデム入隊前までは第３部隊の隊長機に乗っているが、その後はギュデム入隊直後のミッションを最後に登場しなくなる。
その人物とはまた別に、同様の名称で表記されるパイロットが数名いる。
Mr.K
帝国主人公に協力する謎の人物。愛機は欠陥のある赤いシールドライガーDCSで、戦闘は出来ないが強力な情報網を持っていると言う。主人公たちが帝国軍に反逆者とみなされた後は、補給を行ってくれるようになる。
ガーディッシュの旧友と名乗り、主人公にウェインこそが彼の仇であると告げる。